# Genoa Open Challenger 2006
Il Genoa Open Challenger 2006 è stato un torneo di tennis facente parte della categoria ATP Challenger Series nell'ambito dell'ATP Challenger Series 2006. Il torneo si è giocato a Genova in Italia dal 4 al 10 settembre 2006 su campi in terra rossa.

## Vincitori

### Singolare
Gorka Fraile ha battuto in finale  Potito Starace con il punteggio di 6–4, 3–6, 6–4.

### Doppio
Adriano Biasella /  Marcelo Charpentier hanno battuto in finale  Jamie Delgado /  Jamie Murray con il punteggio di 6–4, 4–6, [13–11].